# ECM 레코드

ECM(Editions of Contemporary Music)은 독일의 음반사이다.

## 역사
1969년 설립. 본사는 뮌헨에 있다. 취급 장르는 재즈, 현대 음악, 뉴에이지, 월드 뮤직, 고대 음악, 바로크 음악등으로 다양하다.

## 특징
ECM에서 만드는 음반에는 고유의 소리가 있다. 현장에 있는 느낌을 주는 약간의 리버브가 걸린 이 소리는 "The Most Beautiful Sound Next To Silence"("침묵 다음으로 가장 아름다운 소리"를 만들겠다는 ECM의 소리 철학에서 나온 것이다.
또한 각 음반의 아름다운 표지로도 유명하다.

## 대표 음악가
- 키스 자렛
- 게리 버튼
- 칙 코리아